# Domenico Canalella
Padre Domenico Canalella (Mussomeli, 28 giugno 1914 – Palermo, 30 luglio 1978) è stato un presbitero e traduttore italiano.
Apparteneva all'Ordine dei Frati Predicatori e si è distinto per aver tradotto alcune opere classiche in siciliano.

## Biografia
A Caltanissetta si dedicò allo studio dei classici e della filosofia ed entrò nel seminario vescovile, dove aderì all'ordine di san Domenico di Guzmán. Nel 1943 venne ordinato sacerdote. Fino al 1958 girovagò per la Sicilia orientale, passando per Acireale, Catania e Messina, poi si trasferì stabilmente a Palermo, dove morì.
Aveva una cultura vastissima e eccelse nella traduzione dei classici. Oltre alla trasposizione del salterio in italiano, tradusse in siciliano prima l'Iliade e l'Odissea di Omero, poi la Divina Commedia di Dante, lavoro per il quale ottenne la Medaglia d'Oro al merito dal Ministero della Pubblica Istruzione.
Inizialmente le sue traduzioni apparvero a puntate su alcune riviste. La Divina Cumeddia è stata pubblicata integralmente solo nel 2004 dalla Nuova Ipsa.

## I primi versi dellaDivina Cumeddia
(Dante Alighieri, Divina Commedia; traduzione di Domenico Canalella)